# Ischalis nelsonaria
Ischalis nelsonaria är en fjärilsart som beskrevs av Felder 1873. Ischalis nelsonaria ingår i släktet Ischalis och familjen mätare. Inga underarter finns listade i Catalogue of Life.